# Sagamihara
Sagamihara (Japans: 相模原市, Sagamihara-shi) is een stad aan de Sagamibaai in de prefectuur Kanagawa in Japan. De oppervlakte van deze stad is 328,84 km² en bij de volkstelling van 2020 had de stad 725.493 inwoners.

## Wijken
Sagamihara heeft 3 wijken (ku):
- Chuo-ku
- Midori-ku
- Minami-ku

## Geschiedenis
Sagamihara werd op 20 november 1954 een stad (shi).
Sindsdien is de stad nog malen uitgebreid door het opnemen van gemeentes:
- 20 maart 2006: met de gemeentes Tsukui (津久井町, Tsukui-machi) en Sagamiko (相模湖町, Sagamiko-machi);
- 11 maart 2007: met de gemeentes Fujino (藤野町, Fujino-chō) en Shiroyama (城山町, Shiroyama-chō).

Op 1 april 2010 krijgt Sagamihara de status van decretaal gedesigneerde stad.

## Verkeer
Sagamihara ligt aan de Chuo-hoofdlijn, de Sagami-lijn en de Yokohama-lijn van de East Japan Railway Company, aan de Odawara-lijn en de Odakyu Enoshima-lijn van de Odakyu Elektrische Spoorwegmaatschappij, en aan de Sagamihara-lijn van de Keio Maatschappij.
Sagamihara ligt aan de Chuo-autosnelweg, aan de Ken-O-autosnelweg, aan de nationale autowegen 16, 20 129, 412 en 413, en aan de prefecturale wegen 35, 46, 48, 51, 52, 54, 57, 60, 63, 64, 65, 76, 502, 503, 504, 505, 506, 507, 508, 509, 510, 511, 513, 514, 515, 516, 517, 518, 518, 520, 521, 522, 523 en 525.

## Economie
Sagamihara is een belangrijk commercieel industrieel centrum. De industrie omvat chemische, metaal- en elektronica-industrie en voedingsindustrie (conserven). Daarnaast is in Sagamihara sinds 2003 de Aoyama-Gakuin-universiteit gevestigd (verhuisd vanuit Atsugi).

## Aangrenzende steden
- Machida
- Hachioji
- Atsugi
- Yamato
- Zama
- Uenohara

## Stedenband
Sagamihara heeft een stedenband met
- Wuxi, China sinds 6 oktober 1985
- Trail, Brits-Columbia, Canada sinds 15 april 1991
- Toronto, Ontario, Canada sinds 1 januari 1998

## Geboren in Sagamihara
- Yukio Ozaki (尾崎 行雄, Ozaki Yukio), politicus, zat 63 jaar (1890-1953) in het parlement
- Erich Anderson (1956-2024), Amerikaans acteur
- Tatsunori Hara (原 辰徳, Hara Tatsunori), voormalig honkbalspeler, daarna manager Yomiuri Giants
- Ukyo Katayama (片山 右京, Katayama Ukyō), F1 coureur
- Kenji Ozawa (小沢 健二, Ozawa Kenji), musicus
- Akira Iida (飯田 章, Iida Akir), coureur
- Ayako Nishikawa (西川 史子, Nishikawa Ayako), tv-ster, cabaretière én plastisch chirurge
- Hiroyuki Nishimura (西村 博之, Nishimura Hiroyuki), oprichter van internet forum en video sharing site 2channel
- Hiroko Anzai (安西 ひろこ, Anzai Hiroko), actrice
- Ai Tominaga (冨永 愛, Tominaga Ai), mode- en fotomodel
- Tomoyoshi 'Tommy' Koyama (小山知良, Koyama Tomoyoshi), motorcoureur
- Keiichiro Koyama (小山 慶一郎, Koyama Keiichirō), J-popzanger en acteur
- Takuya Honda (本田 拓也, Honda Takuya), voetballer
- Yuki Tsunoda (角田 裕毅, Tsunoda Yūki), autocoureur